# Nävrasjön
Nävrasjön är en sjö i Karlskrona kommun i Blekinge och ingår i Lyckebyån-Nättrabyåns kustområde. Sjön är 7,8 meter djup, har en yta på 0,65 kvadratkilometer och befinner sig 87,2 meter över havet. Vid provfiske har bland annat abborre, braxen, gädda och gös fångats i sjön.

## Delavrinningsområde
Nävrasjön ingår i det delavrinningsområde (625135-148513) som SMHI kallar för Utloppet av Nävrasjön. Medelhöjden är 107 meter över havet och ytan är 35,04 kvadratkilometer. Det finns ett avrinningsområde uppströms, och räknas det in blir den ackumulerade arean 57,72 kvadratkilometer. Avrinningsområdets utflöde Silletorpsån mynnar i havet. Avrinningsområdet består mestadels av skog (71 %) och öppen mark (12 %). Avrinningsområdet har 1,82 kvadratkilometer vattenytor vilket ger det en sjöprocent på 5,2 %.

## Fisk
Vid provfiske har följande fisk fångats i sjön:
- Abborre
- Braxen
- Gädda
- Gös
- Löja
- Mört